# Crorema obliqua
Crorema obliqua är en fjärilsart som beskrevs av Walker 1856. Crorema obliqua ingår i släktet Crorema och familjen tofsspinnare. Inga underarter finns listade i Catalogue of Life.